# Бардо, Наталья Сергеевна
Ната́лья Серге́евна Бардо́ (до 2010 года носила фамилию отца — Кривозуб; род. 5 апреля 1988, Москва) — российская актриса театра и кино, модель, певица и телеведущая. Была участницей реалити-шоу «Дом-2» (под фамилией Кривозуб).

## Биография

### Ранние годы и образование
Наталья Кривозуб (с 2010 года — Бардо) родилась 5 апреля 1988 года в Москве. Отец — Сергей Иванович Кривозуб, советский легкоатлет, чемпион Европы 1973 года по лёгкой атлетике среди юниоров (в прыжках с шестом) в Дуйсбурге (ФРГ). Мать занималась частным предпринимательством. Родители развелись, когда Наталья была ещё маленькой девочкой. Воспитывалась матерью. В 2010 году Наталья сменила фамилию Кривозуб на фамилию своей матери — Бардо. По свидетельству актрисы, её прабабушка по линии матери проживала во Франции и вышла замуж за парфюмера Франсиско Бардо.
В школьные годы посещала художественную школу, занималась баскетболом, балетом и художественной гимнастикой. Училась в детской музыкальной школе по классу фортепиано. Занимается вокалом.
Окончила Московский банковский экономический колледж (МБЭК) при ЧОУ ВПО «Московский банковский институт» по специальности «Банковское дело». Кроме того, окончила школы модельного бизнеса и актёрского мастерства. В 2012 году окончила отделение дополнительного образования Театрального института им. Бориса Щукина по специальности «Мастерство актёра» (художественный руководитель — доцент Михаил Малиновский).

### Карьера
В возрасте восемнадцати лет впервые снялась в кино, исполнив роль Лизы в драматическом художественном фильме «Пушкин. Последняя дуэль» (2006) режиссёра Натальи Бондарчук.
В 2006 году сыграла экранную дочь героини Эвелины Блёданс — Алину в сериале «Проклятый рай», вышедшем на экраны в январе 2007 года. В 2007 году снялась также в продолжении этого сериала — «Проклятый рай 2». Также в 2007 году была участницей телепроекта "Дом 2" на ТНТ. 
Осенью 2010 года Наталья записала официальную кавер-версию мирового хита Alejandro (Алехандро) Леди Гага на русском языке — из десятка переводов продюсеры Гаги выбрали текст Натальи.
В 2010 году Наталья Бардо также записала сингл «Облом», а через год — «Хочу кричать», «Бардо», «День и ночь», «Сны о тебе», «Капли дождя», «6 Букв», и 7 апреля 2011 года представила свой сольный проект в танцевальном поп-формате.
Известность Наталье принёс сериал «Золотые. Барвиха 2», вышедший на телеканале «ТНТ» в 2011 году.
В 2012 году актриса снялась в главной роли в многосерийной остросюжетной мелодраме «Вероника. Потерянное счастье», премьера которой состоялась на телеканале «Россия-1», а спустя год продолжила работу над следующим сезоном под названием «Вероника. Беглянка».
Активно задействована во многих телевизионных проектах. Одним из основных является молодёжный комедийный сериал «Анжелика» на телеканале «СТС».
Летом 2015 года в паре с Маратом Башаровым вела развлекательное телешоу «Мистер и миссис СМИ» на «Первом канале».
В декабре 2015 года приняла участие в качестве модели в презентации традиционного fashion-календаря Благотворительного фонда «Русский силуэт»[значимость факта?].
В 2020 году приняла участие во втором сезоне телепроекта «Последний герой» на ТВ-3 в «племени Звёзд»; выбыла.
В марте 2023 года стала участницей и впоследствии финалисткой шоу «Новые Звёзды в Африке» на ТНТ.

### Личная жизнь
- Бывший муж (с января 2009 года по 2012 год) — Сергей Русаков (род. 1968), бизнесмен[16].
- В 2016 году стало известно об отношениях Натальи с кинорежиссёром Марюсом Вайсбергом (род. 1971).
  - Сын: Эрик (род. 31 мая 2016)[17].

## Работы

### Фильмография
— главная роль
| Год  | Названия                                          | Роль                                                     |
| ---- | ------------------------------------------------- | -------------------------------------------------------- |
| 2006 | Пушкин. Последняя дуэль                           | гувернантка Лиза                                         |
| 2006 | Проклятый рай                                     | Алина                                                    |
| 2008 | Проклятый рай 2                                   | Алина                                                    |
| 2009 | Москва, я люблю тебя!                             | репортёр                                                 |
| 2010 | Стройбатя                                         | Женя                                                     |
| 2010 | Камешек (короткометражный)                        | Снималась                                                |
| 2010 | Погоня за тенью                                   | Ольга Низова                                             |
| 2011 | Важняк                                            | Мария                                                    |
| 2011 | Золотые. Барвиха 2                                | Кристина Медер                                           |
| 2011 | Удиви меня                                        | Лена                                                     |
| 2012 | Белый мавр, или Интимные истории о моих соседях   | Дездемона                                                |
| 2012 | Вероника. Потерянное счастье                      | Вероника Серова                                          |
| 2012 | В Россию за любовью!                              | Катя                                                     |
| 2012 | Шаповалов                                         | Алочка                                                   |
| 2013 | Второй шанс                                       | Вика                                                     |
| 2013 | Обмани, если любишь                               | Ирина                                                    |
| 2013 | Погружение                                        | Кристина                                                 |
| 2013 | Продавец игрушек                                  | Света                                                    |
| 2013 | Ради тебя                                         | Даша Стрельцова                                          |
| 2013 | Вероника. Беглянка                                | Вероника Серова                                          |
| 2013 | Альпинисты                                        | Наташа                                                   |
| 2014 | Анжелика                                          | Ульяна Камко                                             |
| 2014 | Год в Тоскане                                     | Аня                                                      |
| 2014 | Оглянись (Армения)                                | Натали                                                   |
| 2015 | Последний рубеж                                   | Катя, военврач                                           |
| 2016 | Пятница                                           | фея Пятницы                                              |
| 2016 | Любовь с ограничениями                            | Таня                                                     |
| 2016 | Сценарий                                          | Лика Влажкова                                            |
| 2016 | Потеряшки                                         | Вика Серебрякова                                         |
| 2017 | Бабушка лёгкого поведения                         | Виктория                                                 |
| 2017 | Любимцы                                           | Рита                                                     |
| 2018 | Генератор желаний (короткометражный)              | Снималась                                                |
| 2018 | Ночная смена                                      | Кристина, стриптизёрша                                   |
| 2018 | Улётный экипаж                                    | Полина Овечкина                                          |
| 2019 | Бабушка лёгкого поведения 2. Престарелые мстители | Алина                                                    |
| 2020 | Беспринципные                                     | Любовница                                                |
| 2020 | Идеальная семья                                   | Инга Фролова                                             |
| 2021 | Прабабушка лёгкого поведения. Начало              | Волкова                                                  |
| 2021 | Выжившие                                          | Лена                                                     |
| 2021 | Девушки с Макаровым-2                             | Валерия Крапивина начальник киберотдела РОВД «Бутово»    |
| 2022 | Девушки с Макаровым-3                             | Валерия Крапивина подследственная (под домашним арестом) |
| 2022 | Исправление и наказание                           | Жанна, вдова Верхоланцева                                |
| 2022 | Нереалити                                         | ведущая Reality Show                                     |
| 2023 | Макс и Гусь                                       | Настя                                                    |
| 2023 | Девушки с Макаровым-4                             | Валерия Крапивина (начальник киберотдела РОВД «Бутово»)  |

### Синглы
2010
- «Alejandro»
- «Облом»

2011
- «Хочу кричать»
- «Бардо»
- «День и ночь»
- «Сны о тебе»
- «Капли дождя»
- «6 Букв (Шесть Букв)»

### Роли в видеоклипах
- «Пропаганда» («Ёлки-палки»).
- Марии Кожевниковой и Виталия Гогунского («Кто, если не мы?»)
- Влада Соколовского («Мишень», режиссёр — Алексей Голубев).

## Награды
- 2009 год — титул «Мисс очарование России»[18][значимость факта?].
- 2009 год — титул «Мисс АвтоЛедиШоу»[19][значимость факта?].